# Kukkolaforsen

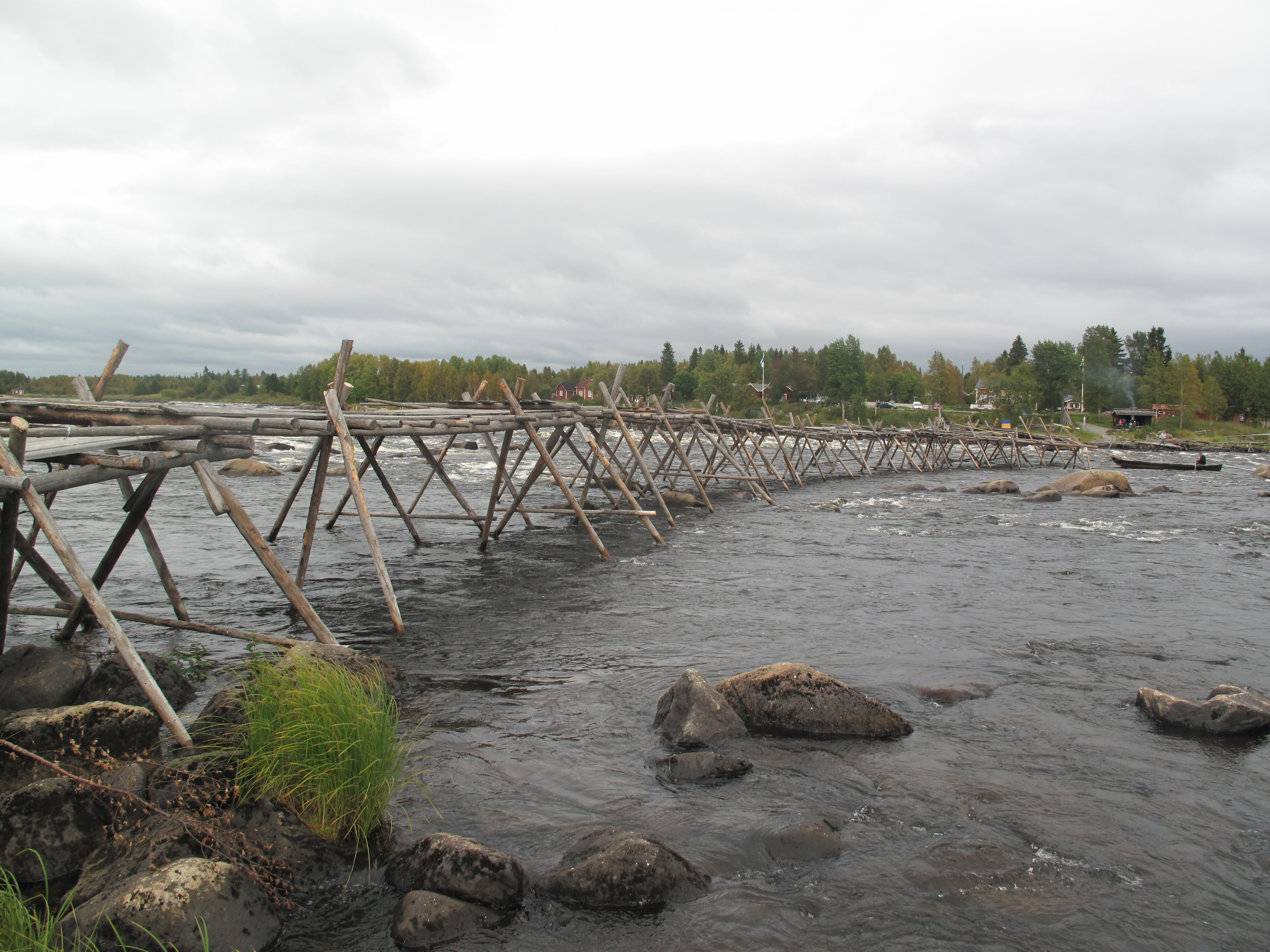
Sikhåvning från den klassiska patan på svenska sidan av Kukkolaforsen.

Kukkolaforsen (finska: Kukkolankoski) är en fors i Torne älv på gränsen mellan Sverige och Finland. Forsen ligger vid finska Kukkola och svenska Kukkola, 15 kilometer norr om Haparanda och Torneå, intill Riksväg 99 och Europaväg 8. Forsen är 3,5 kilometer lång och har en fallhöjd på ungefär 14 meter.
Kukkolaforsen är en natursevärdhet i Tornedalen. Sommartid håvar man sik ur älven, och sikfesten vid Kukkolaforsen har anor från medeltiden och infaller av tradition helgen efter Jakobsdagen. Det är då älvsiken börjar sin vandring från havet upp efter Torne älv. Att fiskens lekperiod är såpass tidsbunden är också orsaken till att dess ankomst har uppmärksammats ända sedan medeltiden; det moderna firandet startade först någon gång på 1960-talet. 
Kukkolaforsen bildades mellan vår tideräknings början och år 1000, i och med att landhöjningen gjorde att området kom ovanför havsytan.

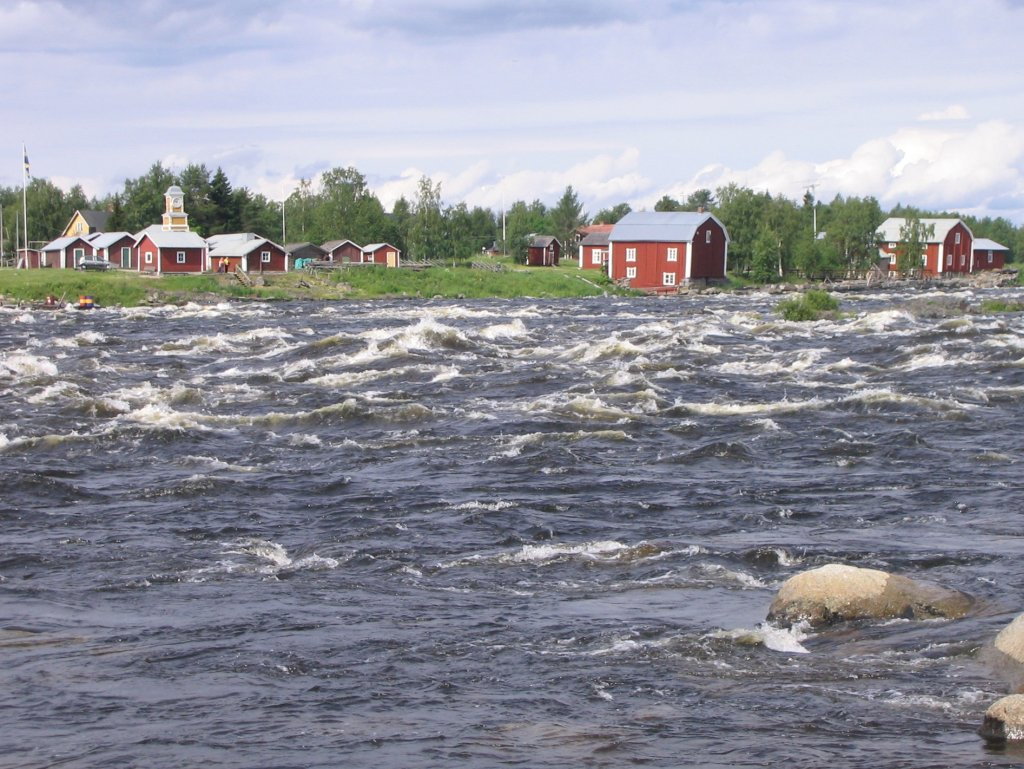
Kukkolaforsen i Torne älv fotograferad från den östra (finska) älvstranden.
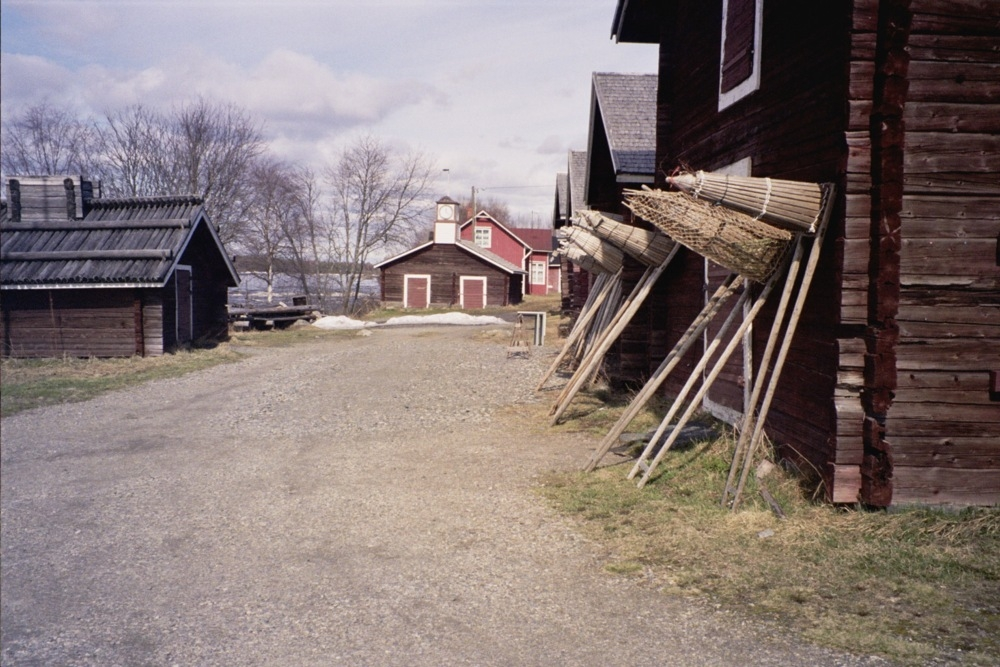
Byggnader vid den östra (finska) älvstranden.
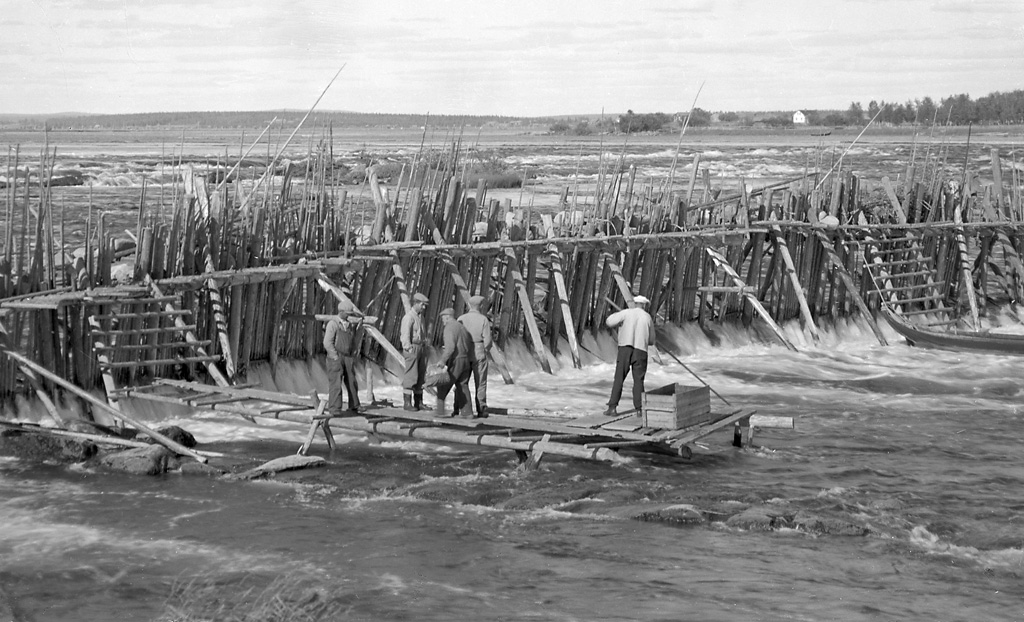
Fiske vid Kukkolaforsen under första halvan av 1900-talet.
- Video från 2016.